# Lijst van Belgische ministers van Waalse Zaken
Dit is een lijst van Belgische ministers van Waalse Zaken.

## Lijst
| Minister | Minister                          | Partij | Partij | Begin            | Einde            | Regering(en)                           | Bevoegdheid                            |
| -------- | --------------------------------- | ------ | ------ | ---------------- | ---------------- | -------------------------------------- | -------------------------------------- |
|          | Jean-Pierre Grafé (1932-2019)     |        | PSC    | 26 januari 1973  | 25 april 1974    | Leburton                               | Minister van Waalse Aangelegenheden    |
|          | Alfred Califice (1916-1999)       |        | PSC    | 25 april 1974    | 3 juni 1977      | Tindemans I, II en III                 | Minister van Waalse Aangelegenheden    |
|          | Guy Mathot (1941-2005)            |        | PSB    | 3 juni 1977      | 3 april 1979     | Tindemans IV en Vanden Boeynants II    | Minister van Waalse Aangelegenheden    |
|          | Jean-Maurice Dehousse (1936-2023) |        | PS     | 3 april 1979     | 17 december 1981 | Martens I, II, III en IV en M. Eyskens | Minister van het Waals Gewest          |
|          | Antoine Humblet (1922-2011)       |        | PSC    | 3 april 1979     | 15 oktober 1979  | Martens I                              | Staatssecretaris voor het Waals Gewest |
|          | Bernard Anselme (1945)            |        | PS     | 3 april 1979     | 18 mei 1980      | Martens I en II                        | Staatssecretaris voor het Waals Gewest |
|          | Philippe Maystadt (1948-2017)     |        | PSC    | 15 oktober 1979  | 18 mei 1980      | Martens I en II                        | Staatssecretaris voor het Waals Gewest |
|          | Pierre Mainil (1925-2013)         |        | PSC    | 18 mei 1980      | 22 oktober 1980  | Martens III                            | Staatssecretaris voor het Waals Gewest |
|          | André Bertouille (1932)           |        | PRL    | 18 mei 1980      | 22 oktober 1980  | Martens III                            | Staatssecretaris voor het Waals Gewest |
|          | Elie Deworme (1932)               |        | PS     | 22 oktober 1980  | 26 februari 1981 | Martens IV                             | Staatssecretaris voor het Waals Gewest |
|          | Melchior Wathelet (1949)          |        | PSC    | 22 oktober 1980  | 17 december 1981 | Martens IV en M. Eyskens               | Staatssecretaris voor het Waals Gewest |
|          | Guy Coëme (1946)                  |        | PS     | 26 februari 1981 | 17 december 1981 | Martens IV en M. Eyskens               | Staatssecretaris voor het Waals Gewest |